# 다카바야시촌
다카바야시촌(高林村)은 도치기현의 북동부, 나스군에 속했던 촌이다.

## 역사
- 1889년 4월 1일 - 정촌제 시행에 의해 나스군 다카바야시이 성립하였다.
- 1955년 1월 1일 - 히가시나스노촌, 나베카케촌과 합병해 구로이소정이 신설되었다.
- 1970년 11월 1일 - 구로이소정이 시로 승격해 구로이소시가 되었다.
- 2005년 1월 1일 - 구로이소 시, 니시나스노 정, 시오바라 정과 신설 합병에 의해 나스시오바라시가 되었다.